# Porttårn
Et porttårn er et tårn bygget over eller ved siden af en større port.
Normalt er porttårne en del af middelalderlig fæstning. Dette kan være som en del af en bymur, en borg eller et fort. Porttårne kan være opført som tvillingetårne på hver side af en indgang. Selv i moderne arkitektur kan porttårne var en del af designet som en del af et indgangsparti.

## Galleri
- Linzporten i Freistadt, Østrig
- Remplin porttårn, Tyskland
- Gyldenporten i Vladimir, Rusland
- Bern Zytglogge, Schweiz
- Den Polske Port i Levoča, Slovakiet